# Молога (река)
Моло́га — река в Тверской, Новгородской и Вологодской областях России, впадает в Весьёгонский плёс Рыбинского водохранилища на Волге. Длина — 456 км (до создания Рыбинского водохранилища — 607 км), площадь водосборного бассейна — 29,7 тыс. км².
Среднегодовой расход воды у города Устюжны — 131 м³/с, что соответствует объёму стока 4,134 км³/год, и 237 м³/с (7,48 км³/год) в устье реки.
Крупные притоки — Ривица, Волчина, Кеза, Сарагожа, Кирва, Кобожа, Чагодоща (левые); Остречина, Осень, Ратыня (правые). До создания Рыбинского водохранилища притоками Мологи были Реня, Кесьма, Ламь, Сить.
Молога входила в состав Тихвинской водной системы.

## Описание
Молога вскрывается в первой половине апреля, ледоход 3—10 дней, весеннее половодье 3—6 недель, ледостав в ноябре. Средний годовой расход воды — 60 м³/с в среднем течении и 237 м³/с в устье.
Исток — в районе деревни Ключевой Максатихинского района Тверской области. В верховьях Молога — медленнотекущая извилистая река шириной 10—20 метров.
Перед Бежецком и в черте города разливается широко, превращаясь в цепочку озёр шириной от 100 до 600 метров с заболоченными берегами, многочисленными островами и старицами. Русло реки разбивается на протоки.
За городом Молога протекает через большое озеро Верестово с заболоченными берегами и сильно заросшее тростником. В районе озера ширина долины до 4 км, поймы — 1—1,5 км.
За озером ширина реки 30—40 метров, берега луговые вплоть до посёлка городского типа Максатиха, течение очень слабое. В Максатихе Молога принимает в себя Ривицу и Волчину и поворачивает на север. Ширина увеличивается до 60 метров, скорость течения увеличивается, на берегах появляются сосновые леса. На участке до устья Сарагожи — несколько порожистых участков в местах, где Молога пересекает моренные гряды, отроги Бежецкого Верха. У села Борисовского через реку перекинут пешеходный подвесной мост, соединяющий Борисовское и деревнями Нивище и Заречье, расположенными на другом берегу.
Около Пестова ширина Мологи составляет около 100 метров, на реке много пляжей, по берегам лес. После впадения Кобожи ширина уже превышает 150 метров. От города Устюжны река становится доступной для судоходства только в начале половодья. После устья Чагодощи сказывается подпор Рыбинского водохранилища, течение почти исчезает, а ширина реки увеличивается до 200 метров и более. Наибольшая ширина реки — в районе деревни Слуды, где она составляет 250—260 метров. Средняя глубина составляет 1,5—2 метра, а за Слудами до устья — до 6,5 метра.
По мнению археолога В. И. Равдоникаса один из вариантов Волжско-Балтийского пути (из варяг в арабы) проходил по реке Сяси, Воложбе, волока до реки Чагоды, Чагодоще, Мологе и Волге до города Булгар.
На реке расположены города Бежецк, Устюжна, Пестово, посёлок городского типа Максатиха. Город Весьегонск, стоящий на берегу залива Рыбинского водохранилища, ранее также стоял на берегу Мологи, однако после создания Рыбинского водохранилища река в нижнем течении превратилась в залив. Стоявший у впадения Мологи в Волгу город Молога был полностью затоплен.
Река судоходна до посёлка им. Желябова. Пассажирские теплоходы ходили до деревни Модно вплоть до 2000 года. Работал теплоход МО-545. По состоянию на 2007 год судоходство осуществлялось только до Весьегонска, два раза в неделю ходили теплоходы Метеор до Ярославля. Большого флота на реке больше нет, есть только малый.
В 2008 году причал города Весьегонска был продан в аренду Весьегонскому винзаводу. С этих пор началась его полная реконструкция, и с 2009 года в весьегонский порт стали приходить теплоходы с туристами.
В 2011 году была предпринята экспедиция впервые за многие годы. Теплоход КС-100 сходил по Мологе от Весьегонска выше г. Устюжна до Сафронцевских перекатов. Такого не было уже почти 80 лет.

## Притоки
(указано расстояние от устья)
- 12 км: река Мартыновка
- 20 км: река Шалочь
- 44 км: река Ваня
- 58 км: река Чагодоща
- 62 км: река Орёл
- 75 км: река Острожня
- 82 км: река Ворожа
- 83 км: река Ижина
- 92 км: река Кобожа
- 100 км: ручей Перька (Печеников)
- 104 км: река Кать
- 111 км: река Колодня
- 123 км: река Кирва
- 130 км: ручей Березна
- 141 км: ручей Китьма
- 145 км: ручей Яровой (Брюховский)
- 148 км: река Меглинка (Меглина)
- 156 км: река Гуська
- 160 км: река Семытинка
- 163 км: река Волдомица
- 170 км: река Полонуха
- 181 км: река Сарагожа
- 189 км: река Ратыня
- 189,5 км: река Улука
- 197 км: река Медведа
- 200 км: ручей Чёрный
- 212 км: река Столоша
- 224 км: река Топалка
- 229 км: ручей Куляк
- 241 км: река Кеза
- 247 км: ручей Лосинец
- 253 км: река Синица
- 283 км: река Волчина
- 290 км: река Ривица
- 309 км: ручей Еменец
- 311 км: река Вирица (Верегинка)
- 323 км: река Атемеша (Атемежа)
- 335 км: река Осень
- 374 км: река Остречина
- 390 км: река Каменка
- 394 км: река Бочиха
- 402 км: река Сосница
- 406 км: ручей Намесковский
- 410 км: река Бережа
- 416 км: река Трестенка
- 425 км: река Остречина
- 433 км: река Неглубка

## Галерея
- Река Молога в районе устюженского городища
- Излучина Мологи между деревнями Слуды и Плотичье
- Вид с моста вверх по течению Мологи (Устюжна; 2012 год)
- Мост через Мологу в Устюжне
- Вид на Мологу с автомобильного моста в Пестове
- Железнодорожный мост через Мологу в Пестове
- Молога в районе деревни Слуды (1997 год)
- Вид на Лутовяниху с пляжа близ деревни Слуды
- Ледоход на Мологе в Пестове